# Pădurea Hîrbovăț
Rezervația peisagistică „Pădurea Hîrbovăț” este o arie protejată, situată între satele Hîrbovăț și Bulboaca din raionul Anenii Noi, Republica Moldova (ocolul silvic Hîrbovăț, Vila Hîrbovăț, parcelele 8-36). Are o suprafață de 2.218 ha. Obiectul este administrat de Gospodăria Silvică de Stat Bender.

## Clasificare
Aria naturală protejată de stat a fost încadrată în etajul de silvostepă (Ss) cu următoarele tipuri de stațiune:
- silvostepă deluroasă de stejar pedunculat pe văi și treimea inferioară de versant, cernoziom cambic, vertic, argiloiluvial, bonitate mijlocie;
- silvostepă deluroasă de stejar pedunculat pe platouri și versanți moderat înclinați, cu cernoziomuri cambice și tipice, bonitate inferioară;
- silvostepă deluroasă de cvercete xerofite stejar pufos, cernoziom cambic, argiloiluvial, cernoziom tipic, bonitate inferioară și mijlocie.

Au fost identificate trei tipuri de pădure:
- stejar de silvostepă, productivitate mijlocie;
- stejar de silvostepă, productivitate inferioară;
- stejar pufos de silvostepă, productivitate mijlocie.

## Vegetație
Rezervația cuprinde o pădure de stejar pufos, gorun și scumpie caracteristică pentru Moldova, cu vârsta (în anii 2000) de 50-130 ani. Se întâlnesc multe specii ale zonei balcano-mediteranene. Este un loc natural de creștere a părului de Dobrogea.